# Iris Müller-Westermann
Iris Müller-Westermann, född 1955, är en tysk-svensk konsthistoriker och museichef. Sedan 2017 är hon chef för Moderna museet Malmö.
Iris Müller-Westermanns föräldrar studerade vid konstakademin i Hamburg och arbetade med arkitektur och inredning.
Hon är utbildad konsthistoriker och har disputerat på en avhandling om Edvard Munchs självporträtt vid universitetet i Hamburg. Under arbetet med avhandlingen började hon arbeta vid Munchmuseet i Oslo. År 1997 rekryterades hon till Moderna Museet i Stockholm och har som senior intendent ansvarat för flera uppmärksammade utställningar där. År 2017 efterträdde Müller-Westermann John Peter Nilsson på posten som chef för Moderna museet Malmö.